# Джеррі Вілсон (яхтсмен)
Джеррі Вілсон (англ. Jerry Wilson, 7 серпня 1906 — 10 червня 1945) — канадський яхтсмен.
Бронзовий призер Олімпійських Ігор 1932 року в класі 6 метрів.